# 기모란
기모란(奇牡丹, 1965년 ~ )은 대한민국의 의사이며, 대통령비서실 방역기획관이다.

## 생애
기세춘의 딸이며, 더불어민주당 양산갑 지역위원장 이재영의 아내이다. 2021년 4월 문재인 정부 개각에서 신설된 청와대 방역기획관으로 영전하였다.

## 학력
- 금옥여자고등학교 졸업
- 한양대학교 의과대학 학사
- 한양대학교 의과대학 석사
- 서울대학교 공중위생학 석사
- 한양대학교 의과대학 박사

## 경력
- 2005년 3월 ~ 2008년 : 을지대학교 의과대학 예방의학교실 교수, 을지대학교 보건대학원 원장
- 2005년 3월 : 제7대 을지대학교 학술자료관 관장
- 2011년 ~ 2013년 : 을지대학교 보건대학원 원장
- 2014년 1월 ~ 2017년 2월 : 국립암센터국제암대학원대학교 암관리정책학과 교수
- 2015년 : 대한예방의학회 메르스대책위원회 위원장
- 2017년 3월 ~ : 국립암센터국제암대학원대학교 암관리학과 교수
- 2020년 ~ : 대한예방의학회 코로나19대책위원회 위원장
- 2021년 4월 ~ : 대통령비서실 사회수석비서관실 방역기획관